# Jan Nolf
Pour les articles homonymes, voir Nolf.
 (janvier 2018).
Jan Nolf (Torhout, 15 juillet 1951) est un magistrat belge retraité et auteur de livres sur la justice. Depuis 2011 il est chroniqueur judiciaire et chroniqueur pour divers médias.

## Biographie
Il obtient les licences en droit en en criminologie à l’université de Gand. Il fut président national des jeunes libéraux en 1985-1986.
Il fut avocat à Bruges entre 1976 et 1987 et ensuite juge de paix du canton de Roulers (arrondissement judiciaire de la Flandre occidentale) jusqu’en 2011 (également juge de police jusqu’en 1995). À partir de 1995, il s’engagea dans cette justice de paix pour une application méthodique des tentatives de conciliation et de médiation. Il développa un site web pour ce tribunal avec des questions-réponses et des formulaires-type.
Mécontent de la reforme qui enleva le contentieux familial de la justice de proximité, il prit une retraite anticipée en 2011.
Depuis, il gère sur son blog beaucoup d’informations générales qui reprennent celles du site de la justice de paix. Il écrit des opinions sur les actualités judiciaires dans les hebdos Knack, Le Vif / L’Express, et De Juristenkrant (Wolters Kluwer, Legal World), les journaux De Morgen et De Standaard et le site de la télévision et radio flamande VRT NWS.
En 2014, le rapport annuel du Réseau européen des Conseils de la Justice (RECJ) ciblait ses commentaires critiques comme un danger pour l’indépendance de la justice en Belgique. Après protestations dans la presse, le RECJ a rayé ce passage du rapport. 
En 2012 il publia chez INNI Publishers son premier manuel juridique ‘Kwetsbaren in het recht’  qui traite de l’administration provisoire des incapables juridiques. En fonction de la nouvelle législation, en 2014 suivit un nouveau manuel juridique ‘Kwetsbaren in het nieuwe recht’. Une version pour les non-juristes paraissait également en français sous le titre ‘’Les personnes vulnérables dans le nouveau droit’.
Prenant des photos d’une intervention policière à Bruges après le match fe foot Club Bruges KV – Manchester United, il fut brièvement arrêté et menotté par la police le 26 août 2015. 
L’incident fut enquêté par le Comité P (Comité permanent de contrôle des services de la police) qui clôtura le dossier en mars 2017 tout en signalant au chef de la police Brugeoise certains point d’intérêt.
Jan Nolf suivit de près l’enquête et le procès en assises de l’ex-député Bernard Wesphael (acquitté). Dans le livre ‘Assassin’ de Bernard Wesphael (paru chez NowFuture Editions, il écrivit la postface (p. 193 – 229 du livre) avec des réflexions sur le fonctionnement de la justice, le rôle de la presse, et la cour d’assises.
En novembre 2016, il reçut le Prix de la Citoyenneté Fondation P&V ensemble avec le juge d'instruction Michel Claise  et publia son livre ‘La force de la justice. Plaidoyer pour une Justice plus juste’. 
En 2017, la version française est publiée par NowFuture Editions ‘La force de la justice’.
Depuis mai 2018, il est le 'Radiorechter' (Juge de la radio) dans le programme 'De Inspecteur' de Sven Pichal sur Radio 2 Vlaanderen.  